# Freeport-McMoRan
Freeport-McMoRan Inc. eller Freeport er et amerikansk mineselskab med hovedkvarter i Phoenix, Arizona. Det er verdens største producent af molybdæn, en betydeligt kobberproducent og de driver verdens største guldmine, Grasbergminen i Indonesien. Selskabet blev etableret i 1981 ved en fusion mellem Freeport Minerals og McMoRan Oil & Gas Company.